# 碳-碳键
碳－碳鍵是一連接兩個碳原子的共價鍵。根据成键方式不同，两个碳原子间共能形成单键、双键和三键三种共价键。
碳原子可以互相鍵結形成長鏈，此性質稱為「成鏈」。有了這個性質，碳原子就可以連結在一起形成眾多不同类型的分子，其中一些化合物對這個世界上的生命和人類的生活有極大的意義，有機化學就是專門研究有機分子的化學特性。 

## 键的种类

### 碳－碳单键
两个碳原子间成键，最普通的形式是單鍵：由兩個電子组成，其中兩個原子分别提供一個電子。碳－碳單鍵屬於σ键，组成单键的兩個碳原子自身的电子先形成混成軌域，然后两个混成軌域之间形成碳－碳单键。例如在乙烷中，两个碳原子形成sp3混成軌域。但碳的單鍵也有形成其他混成軌域的例子（例如sp2對sp2）。

### 碳－碳双键
化合鍵二端的的碳原子不一定要形成相同的混成軌域，在烯烃中碳原子形成雙鍵。雙鍵由一个σ键（由两个形成sp2混成軌域的电子）和一个π鍵（由两个未參與混成的p軌域电子所構成）组成。最简单的包含碳－碳双键的化合物为乙烯。

### 碳－碳三键
三鍵由一個sp混成軌域和二個p軌域構成，其中二個原子各提供一個p軌域。雙鍵及三鍵中使用的p軌域會形成π鍵。最简单的包含碳－碳三键的化合物为乙炔。
碳-碳鍵的鍵數愈多，鍵能愈大，鍵長愈短。
| 名称             | 乙烷       | 乙烯       | 乙炔       |
| 化学式           | C2H6       | C2H4       | C2H2       |
| 分类             | 烷烃       | 烯烃       | 炔烃       |
| 结构式           |            |            |            |
| 杂化形式         | sp3        | sp2        | sp         |
| 碳－碳键的键能   | 347 kJ/mol | 614 kJ/mol | 839 kJ/mol |
| 碳－碳键的键长   | 153.5 pm   | 133.9 pm   | 120.3 pm   |
| 碳－碳单键的比例 | 100%       | 87%        | 78%        |

## 支鏈
碳原子可以與不同數量的其他碳原子形成鍵，形成在碳－碳骨架中常見的支鏈。按照中國傳統的伯仲叔季的輩份順序，將含碳基團按照直接键合碳原子基团的數目定义為伯碳、仲碳、叔碳和季碳：

位於2,2,3-三甲基戊烷上的伯碳、仲碳、叔碳和季碳原子

- 伯碳原子（Primary carbon atom）可用1°表示[5]，是指連有一個碳原子的碳原子，和伯碳原子相连的氢原子成为伯氢原子，如乙醇（伯醇）。在有機化學反應中，伯碳自由基最不穩定，所以相應的能量最高。

- 仲碳原子（Secondary carbon atom）可用2°表示，是指連有兩個碳原子的碳原子，和仲碳原子相连的氢原子成为仲氢原子，如異丙醇（仲醇）。

- 叔碳原子（Tertiary carbon atom）可用3°表示，是指連有三個碳原子的碳原子，和叔碳原子相连的氢原子成为叔氢原子，如叔丁醇（叔醇）。叔碳原子的碳正离子和自由基都是很稳定的。

- 季碳原子（Quaternary carbon atom）[6] 可用4°表示，是指連有四個碳原子的碳原子，如新戊烷。在有機化學反應中，季碳的穩定性在四种碳原子中最佳。

## 合成
碳－碳键形成反应是有机反应中形成新的碳－碳鍵的反应。碳－碳键的形成对于人造化学品很重要，如药品和塑料。
下列反應是可以形成碳－碳鍵的例子，如：羟醛反应、Diels-Alder反应、格氏试剂对羰基的加成反应、赫克反应、Michael反应和维蒂希反应。